# 基爾溫寧
基爾溫寧（英語：Kilwinning）是位於英國蘇格蘭北艾爾郡的一座城鎮，距離格拉斯哥有21公里，有「艾爾郡的十字路口」之稱，也是一個民政教區。據2001年人口普查，基爾溫寧有人口15,908人。2011年人口普查時增加到16,109人。